# Gábor Balogh
Gábor Balogh (* 5. August 1976 in Budapest) ist ein ehemaliger ungarischer Pentathlet.

## Karriere
Balogh feierte bei Weltmeisterschaften große Erfolge. 1998 gewann er mit Silber im Mannschaftswettbewerb seine erste Medaille, ehe es ihm im Jahr darauf gelang, sowohl in der Einzel- als auch in der Mannschafts- und Staffelkonkurrenz Weltmeister zu werden. Die Titelverteidigung misslang, als er 2000 lediglich im Einzel den zweiten Platz belegte. 2001 gewann er im Einzel seinen zweiten Titel, außerdem war er mit der Mannschaft erneut siegreich. 2002 und 2003 verteidigte er jeweils den Mannschaftstitel, mit der Staffel sicherte er sich außerdem 2003 den Titelgewinn. Seine letzte Medaille gewann er 2007 mit Mannschaftssilber. In Baloghs Karrierebilanz stehen damit acht Weltmeistertitel und drei zweite Plätze.
Bei Olympischen Spielen trat Balogh dreimal an. Seine erste Teilnahme im Jahr 2000 in Sydney war von Erfolg gekrönt, er holte in der Einzelkonkurrenz Silber. 2004 in Athen schloss er den Wettkampf auf dem 8. Platz ab, während er 2008 in Peking nicht über einen 24. Platz hinauskam. Nach den Spielen 2008 beendete er seine Karriere.
1999 und 2001 wurde er zum ungarischen Sportler des Jahres gewählt.